# Lagoskolonin
Lagoskolonin var en brittisk besittning i Lagosområdet i det senare kom att bli Nigeria. Lagos annekterades den  6 augusti 1861 och utropades som koloni den 5 mars 1862.
Runt 1872 hade Lagoskolonin blivit ett internationellt handelscentrum med en befolkning på över 60 000 personer.
Efter krigen mellan Yorubastaterna, stod större delen av Yorubaland under Lagoskolonins protektorat åren 1890-1897. Kolonin och protektoratet införlivades med Södra Nigeriaprotektoratet i februari 1906, och Lagos blev i januari 1914 huvudstad i kolonin och protektoratet Nigeria.
Sedan dess växte Lagos och blev den största staden i Västafrika, med en befolkning i storstadsområdet som 2011 uppskattades till över 9 000 000.

## Guvernörer
Lagoskolonins guvernörer var följande:
| Tillträdde      | Avgick           | Guvernör               | Noterbart                                                                        |
| --------------- | ---------------- | ---------------------- | -------------------------------------------------------------------------------- |
| 6 augusti 1861  | 22 januari 1862  | William McCoskry       | Tillförordnad                                                                    |
| 22 januari 1862 | April 1865       | Henry Stanhope Freeman |                                                                                  |
| 1863            | 25 juli 1863     | William Rice Mulliner  | Tillförordnad. Död 25 juli 1863, 29 år gammal.                                   |
| Augusti 1863    | 19 februari 1866 | John Hawley Glover     | Tillförordand till april 1865. Administratör och kolonial sekreterare till 1872. |

Åren 1866-1886 lydde Lagos först under Sierra Leone, sedan Guldkusten.
| Tillträdde      | Avgick           | Guvernör                  | Noterbart                 |
| --------------- | ---------------- | ------------------------- | ------------------------- |
| 13 januari 1886 | 1891             | Cornelius Alfred Moloney  |                           |
| 1889            | 1890             | George Denton             | Tillförordnad for Moloney |
| 1891            | 1897             | Sir Gilbert Thomas Carter |                           |
| 1897            | 1899             | Henry Edward McCallum     |                           |
| 1899            | 1903             | Sir William MacGregor     |                           |
| 1903            | 16 februari 1906 | Walter Egerton            |                           |

### Fotnoter
1. 1 2 3  ”Nigeria”. World Statesmen. http://www.worldstatesmen.org/Nigeria.htm. Läst 24 maj 2011.
2. ↑  Higman 1879, sid. 70.
3. ↑  ”The Yoruba War 1877-1893”. Wars of the World. 16 december 2000. Arkiverad från originalet den 29 juni 2011. https://web.archive.org/web/20110629100729/http://www.onwar.com/aced/nation/ink/ibadan/fwestafricanwar1877.htm. Läst 27 maj 2011.
4. ↑  ”The Largest Cities in the World and Their Mayors”. City Mayors. http://www.citymayors.com/statistics/largest-cities-mayors-1.html. Läst 28 maj 2011.